# کوردان (مهر)
 کوردان نام روستایی از توابع  بخش گله‌دار در شهرستان مهر در جنوب استان فارس در جنوب ایران واقع شده‌است.

## منبع
- بخشایش، محمد نور ، (دیوان محیا) ، ناشر: شرکت انتشارات جهان معاصر، تهران: چاپ اول، ۱۳۷۳ خورشیدی.